# Thymallus baicalensis
Thymallus baicalensis är en fiskart som beskrevs av Dybowski, 1874. Thymallus baicalensis ingår i släktet Thymallus och familjen laxfiskar. Inga underarter finns listade i Catalogue of Life.